# اتو، آمریکن ساموا
اتو (به انگلیسی: Auto) یک منطقهٔ مسکونی در ایالات متحده آمریکا است که در ساموآی آمریکا واقع شده‌است. اتو ۰٫۸۳ کیلومتر مربع مساحت و ۲۵۸ نفر جمعیت دارد و ۶۵ متر بالاتر از سطح دریا واقع شده‌است.